# جسر بزيبز
جسر بزيبز هو جسر عائم فوق نهر الفرات في مقاطعة بزيبز والعجير، في قضاء العامرية، في محافظة الأنبار، غرب محافظة بغداد، اشتهر الجسر بعد أن حدث نزوح جماعي لآلاف من أهالي محافظة الأنبار نُفوراً من سيطرة تنظيم الدولة الإسلامية (داعش)، فكانت الحكومة العراقية لا تأذن للنازحين بعبور الجسر ما لم يجدوا مَن يكلفهم في محافظة بغداد. قال مركز سيسفاير لحقوق المدنيين في تقريره في تشرين الأول سنة 2016 "منذ عام 2014 تم منع النازحنين من محافظة الأنبار مراراً وتكراراً من قبل قوات الأمن العراقية من عبور جسر بزيبز، الطريق الوحيد للدخول إلى بغداد، ألزم المسؤولون في نقاط التفتيش في بغداد النازحنين أيضاً بوجود كفيلين من المحافظة(1) قبل السماح لهم بالدخول، وهو شرط تصعب تلبيته بالنسبة للكثيرين، مما يؤدي إلى تأخريهم لأيام وحتى أسابيع، كما أفادالنازحون أيضاً بأنه كان يتم تطبيق إجراءات الدخول بشكل غير متسق وغير منتظم، مما يؤدي إلى اتهامات بالتمييز ضد العرب السنة".

## الهوامش
- «1»:المقصود إحضار النازح لكفيلين يكفلانه من أهالي محافظة بغداد.[3]